# Frederick Townsend Ward
Pour les articles homonymes, voir Ward.
Frederick Townsend Ward, né le 29 novembre 1831 à Salem et mort le 22 septembre 1862 à Ningbo, est un aventurier américain. Marin, flibustier, mercenaire et soldat de fortune, il devint célèbre pour ses victoires militaires en Chine pour le compte de la dynastie Qing durant la Révolte des Taiping.

## Marin
Frederick Townsend Ward est né à Salem, dans le Massachusetts, le 29 novembre 1831. Il se révéla être un adolescent rebelle, ce qui amena son père à le retirer du lycée pour le faire embarquer comme matelot à bord du Hamilton, un clipper commandé par un ami de la famille. Il fit de nombreux voyages, sur des navires différents, qui l'emmenèrent jusqu'en Chine. L'un des commandants qui l'eut à bord reconnut ses qualités d'officier, tout en critiquant sa « folle audace ».

## Flibustier
Puis il devint flibustier, et travailla au Mexique pour le « Roi des flibustiers », William Walker.

## Lieutenant dans l'armée française
En 1855, on le retrouve comme lieutenant dans l'armée française, pendant la guerre de Crimée. Il y appris une leçon essentielle, qu'il utilisera lorsqu'il luttera contre les Taiping : contre une position défendue par des armes modernes, un assaut frontal est voué à l'échec.

## Second d'une canonnière sur le Yangzi Jiang
Il arrive à Shanghai en 1860, accompagné de son frère qui comptait y faire du commerce.
De son côté, il embarque comme second à bord du Confucius, une canonnière commandée par un Américain, et chargée de pourchasser la piraterie sur le Yangzi Jiang.
Là, sa bravoure et ses initiatives attirent l'attention des personnalités de Shanghai, la Chine pour lui fournir des produits à exporter vers la France. Cependant, en 1853, l'invasion de la ville par les Xiaodao hui, mouvement rebelle chinois, mit à mal les concessions française, britannique et américaine, qui construisirent alors une muraille de protection. Un second assaut de l'armée Taiping eut lieu le 20 août 1864. Après plusieurs mois de lutte, les rebelles furent difficilement repoussés par une milice d'une centaine, puis d'un millier d'hommes, emmenée par un aventurier américain, Frederick Townsend Ward, assisté d'un professeur du Jardin Yuyuan et diplomate français, Albert-Édouard Le Brethon Levieux de Caligny dit « le breton » par les chinois. Ces années de trouble inciteront la concession à s'organiser et à mettre en place une force publique propre. En outre, alors que plus de 20 000 réfugiés des campagnes chinoises, fuyant les violences des Taipings, s'étaient précipités vers les concessions étrangères, la concession française fut agrandie de 59 hectares en 1861 et un pont la reliant à la concession britannique fut construit.

## Fondateur de l'« Armée toujours victorieuse »
C'est ainsi qu'on le retrouve à constituer une petite troupe, le « Shanghai Foreign Arms Corps », pour la défense de Shanghai, menacée par les Taiping. Il écume alors les quais de Shangai pour y recruter tous les Occidentaux qu'il trouve, marins, déserteurs, etc.
De cette petite troupe qui compte à peine une centaine d'hommes au départ, il fera ce qui deviendra finalement une armée de 5 000 hommes, petite, mais formée de Chinois entraînés à l'occidentale et encadrés par des Occidentaux, équipée des meilleures armes disponibles à l'époque et très mobile, qui infligera défaite sur défaite à l'armée des Taiping, qui comptait au total quelque 1 800 000 hommes.
C'est cette armée très efficace, fondée par Ward, qui devint connue après sa mort, lors de la bataille de Cixi en septembre 1862, comme l'« Armée toujours victorieuse ».